# 768 Struveana
A 768 Struveana (ideiglenes jelöléssel 1913 SZ) a Naprendszer kisbolygóövében található aszteroida. Grigory Neujmin fedezte fel 1913. október 4-én.